# خانه کینیل
خانه کینیل (انگلیسی: Kinneil House) خانه‌ای تاریخی در غرب بونس در اسکاتلند است.
این خانه زمانی مقر اصلی خانوادهٔ همیلتون در شرق اسکاتلند بوده‌است.
با کشف نقاشی دیواری‌های قرن شانزدهمی در بال شرقی آن در سال ۱۹۳۶، این خانه از خطر تخریب نجات یافت و امروزه تحت مدیریت سازمان اسکاتلند تاریخی و در ردهٔ A بناهای فهرست‌شده بریتانیا قرار دارد. محوطهٔ آن یک پارک عمومی است که شامل تنها قسمتی از دیوار آنتونین که امروزه قابل مشاهده است هم می‌شود.
بازسازی کامپیوتری‌ای هم از این بنا انجام شده‌است.